# Предапио
Предапио (итал. Predappio) је насеље у Италији у округу Форли-Чезена, региону Емилија-Ромања.
Према процени из 2011. у насељу је живело 2760 становника. Насеље се налази на надморској висини од 125 м.

## Становништво
| 1951.  | 1961. | 1971. | 1981. | 1991. | 2001. | 2011. |
| ------ | ----- | ----- | ----- | ----- | ----- | ----- |
| 10.074 | 7.844 | 6.324 | 6.235 | 5.969 | 6.149 | 6.519 |